# Luo Jin
Luo Jin (caratteri cinesi: 罗晋; Yichun (Jiangxi), 30 novembre 1981) è un attore e cantante cinese, noto in occidente come co-protagonista di Javier Bardem nella pellicola drammatica del 2010 Biutiful.

## Biografia e carriera
Nato nella provincia cinese di Jiangxi, Luo ha debuttato come attore nella serie televisiva The Showroom Tales. Il debutto cinematografico è avvenuto invece nel 2007, con la pellicola Fujian Blue, che ha vinto premi in cerimonie quali i Dragons and Tigers Awards e il Vancouver International Film Festival.
Il 2010 è considerato l'anno in cui Luo ha raggiunto la fama, entrando nel mainstream. Durante l'anno, ha interpretato l'imperatore Xian della dinastia Han nella serie storica di successo San Guo, diretta da Gao Xixi. La serie è stata seguita da un altro dramma storico, Beauty's Rival in Palace, in cui ha interpretato l'imperatore Hui della dinastia Han. Alla fine dello stesso anno, il primo ruolo internazionale di Luo lo ha visto come compagno di Javier Bardem nel dramma spagnolo/messicano Biutiful. Il film è stato trasmesso al Festival di Cannes.
In seguito alla pellicola internazionale, Luo è tornato in patria recitando in produzioni di guerra quali Far Away the Eagle (2011), storiche quali Mui Guiying Takes Command (2012), e Beauties of the Emperor (2012), e di espionaggio quali Agent X (2013). Per la sua acclamata versatilità, nel 2014 ha vinto il premio "Attore più Popolare" al China Student Television Festival per il ruolo nel dramma di guerra Ten Rides of Red Army.
Nel 2015 e 2016, Luo ha recitato rispettivamente nelle serie televisive Diamond Lover e The Princess Weiyoung, entrambe insieme a Tiffany Tang, con cui avrebbe poi iniziato una relazione fino al matrimonio nel 2018. Negli anni seguenti ha avuto ruoli di supporto nella pellicola biografica Xuan Zang (2016) e nella commedia fantasy romantica Once Upon a Time (2017), quest'ultima permettendogli di vincere il premio di "Attore più Atteso" alla Weibo Movie Awards Ceremony dello stesso anno.
Dopo una pausa dai riflettori di due anni, Luo è tornato sul piccolo schermo con la serie televisiva poliziesca Love's Lies, seguita dopo breve tempo dalle commedie romantiche The Way We Were e My Story for You.
Nel 2019 ha interpretato il ruolo di un produttore televisivo nella serie Behind The Scenes, seguito dal ruolo della semi-divinità Yang Jian nella serie fantasy The Gods e dalla partecipazione alla serie storica politica Royal Nirvana. Nello stesso anno, l'attore è stato inserito al quarantottesimo posto nella lista del 100 VIP più influenti di Forbes Cina.
La sua ultima partecipazione, nel 2020, è stata nella serie realistica ambientata nel mondo del lavoro I Will Find You a Better Home, nel ruolo di un analista geniale che diventa il manager di un'agenzia immobiliare. È nello stesso anno che è stato inserito al cinquantesimo posto nella lista dei 100 VIP più influenti di Forbes Cina, perdendo due posizioni rispetto all'anno precedente.

## Vita privata
Luo ha dichiarato di avere una relazione con l'attrice Tiffany Tang il 6 dicembre 2016. I due attori si sono sposati a Vienna, in Austria, nell'ottobre del 2018. A settembre 2019 hanno annunciato la gravidanza di Tang.

## Filmografia

### Cinema
| Anno | Titolo internazionale | Titolo cinese    | Ruolo     | Note   |
| ---- | --------------------- | ---------------- | --------- | ------ |
| 2007 | Fujian Blue           | 金碧辉煌         | A Long    |        |
| 2010 | Biutiful              | 美错             | Li Wei    |        |
| 2010 | River on Air          | 不可复制的恋人   | Lu Yang   |        |
| 2010 | Good Morning My Love  | 早安我的爱       | Wang Hai  | [ 33 ] |
| 2016 | Xuanzang              | 大唐玄奘         | Li Chang  |        |
| 2017 | Once Upon a Time      | 三生三世十里桃花 | Zhe Yan   |        |
| TBA  | Endless Summer        | 八月未央         | Zhao Yan  | [ 34 ] |
| TBA  | Traces                | 追·踪            | Wang Dong | [ 35 ] |

### Televisione
| Anno | Titolo internazionale         | Titolo cinese              | Ruolo                          | Note       |
| ---- | ----------------------------- | -------------------------- | ------------------------------ | ---------- |
| 2003 | The Showroom Tales            | 售楼处的故事               | A Xing                         |            |
| 2008 | The Eyes of War               | 战争目光                   | Yuan Gao                       |            |
| 2008 | Dream Heaven                  | 梦幻天堂                   | Chen Zibu                      |            |
| 2008 | Forever Justice               | 正义永恒                   | Yu Min                         |            |
| 2008 | Beautiful Southern            | 美丽的南方                 | Chen Qiming                    | [ 36 ]     |
| 2010 | Beauty's Rival in Palace      | 美人心计                   | Imperatore Hui / Lord Douchang |            |
| 2010 | Three Kingdoms                | 三国                       | Imperatore Xian                |            |
| 2011 | Marriage Code                 | 婚姻密码                   | Wang Yi                        |            |
| 2011 | A Cheng                       | 阿诚                       | A Cheng                        | [ 37 ]     |
| 2011 | Far Away the Eagle            | 远去的飞鹰                 | Wu Haiwen                      |            |
| 2011 | Beauty World                  | 唐宫美人天下               | Ji Dapeng                      |            |
| 2011 | Hidden Intention              | 被遗弃的秘密               | Zhou Tianqi                    | [ 38 ]     |
| 2012 | Mu Guiying Takes Command      | 穆桂英挂帅                 | Yang Zongbao                   |            |
| 2012 | Little Cabbage Unique Case    | 小白菜奇案                 | Lin Gongshu                    | [ 39 ]     |
| 2012 | Beauties of the Emperor       | 王的女人                   | Hai Tian                       |            |
| 2012 | A Beauty in Troubled Times    | 乱世佳人                   | Chong Yang                     | [ 40 ]     |
| 2013 | Agent X                       | X女特工                    | He Junfeng                     |            |
| 2013 | Weaning                       | 断奶                       | Wu Zhonglin                    | [ 41 ]     |
| 2013 | Love's Discussion             | 爱的相对论                 | Yuan Ye                        | [ 42 ]     |
| 2014 | Lend me Your Hands            | 错放你的手                 | Yuan Kun                       | [ 43 ]     |
| 2014 | Me and My Amazing Grandma     | 我和我的传奇奶奶           | Gou Wa                         | [ 44 ]     |
| 2014 | Good Wife 101                 | 幸福36计                   | Tong Xiaoqi                    | [ 45 ]     |
| 2014 | 10 Rides of Red Army          | 十送红军                   | Gao Fuxing                     | [ 46 ]     |
| 2014 | Cosmetology High              | 美人制造                   | Di Jiang                       | [ 47 ]     |
| 2015 | My Three Fathers              | 爸爸父亲爹                 | Ning Wuyuan                    | [ 48 ]     |
| 2015 | Diamond Lover                 | 克拉恋人                   | Lei Yiming                     |            |
| 2015 | Robber                        | 枪侠                       | Tang Yumian                    |            |
| 2015 | Narrow Road                   | 狭路                       | Ma Long                        | [ 49 ]     |
| 2016 | Six Doors                     | 六扇门                     | Sun Xin                        | Guest star |
| 2016 | The Princess Weiyoung         | 锦绣未央                   | Tuoba Jun                      |            |
| 2018 | Love's Lies                   | 真爱的谎言之破冰者         | Jin Yuan                       |            |
| 2018 | The Way We Were               | 归去来                     | Shu Che                        |            |
| 2018 | My Story for You              | 为了你，我愿意热爱整个世界 | Zhang Changgong                |            |
| 2019 | Behind The Scenes             | 幕后之王                   | Chun Yuqiao                    |            |
| 2019 | The Gods                      | 封神                       | Yang Jian                      |            |
| 2019 | Royal Nirvana                 | 鹤唳华亭                   | Xiao Dingquan                  |            |
| 2020 | I Will Find You a Better Home | 安家                       | Xu Wenchang                    | [ 50 ]     |
| 2021 | A Land So Rich in Beauty      | 江山如此多娇               | Pu Quansheng                   | [ 51 ]     |

## Discografia

### Singoli
| Anno | Titolo internazionale           | Titolo cinese | Album                                        | Note               |
| ---- | ------------------------------- | ------------- | -------------------------------------------- | ------------------ |
| 2011 | "This Season"                   | 这个冬季      |                                              |                    |
| 2012 | "Using a Lifetime to Reminisce" | 用一生回憶    | Colonna sonora di A Beauty in Troubled Times | feat. Tiffany Tang |
| 2012 | "Love Won't Regret"             | 爱不后悔      | Colonna sonora di A Beauty in Troubled Times |                    |
| 2013 | "Separation"                    | 离合          | Colonna sonora di Agent X                    |                    |
| 2014 | "Another Half"                  | 另一半        | Colonna sonora di Good Wife 101              |                    |
| 2015 | "If I Promise You"              | 如果我答应你  | Colonna sonora di Diamond Lover              |                    |
| 2016 | "Heavenly Gift"                 | 天賦          | Colonna sonora di The Princess Weiyoung      | feat. Tiffany Tang |

## Riconoscimenti
| Anno | Cerimonia                                                | Categoria                               | Opera nominata                   | Risultato       | Note   |
| ---- | -------------------------------------------------------- | --------------------------------------- | -------------------------------- | --------------- | ------ |
| 2011 | Secondi China TV Drama Awards                            | Premio all'attore idol                  |                                  | Vincitore/trice | [ 52 ] |
| 2013 | Quinti China TV Drama Awards                             | Attore più popolare (Cina continentale) | Agent X                          | Vincitore/trice | [ 53 ] |
| 2014 | Quinto China Student Television Festival                 | Attore più popolare                     | Ten Rides of Red Army            | Vincitore/trice | [ 14 ] |
| 2016 | Ottavo Macau International Movie Festival                | Miglior attore di supporto              | Xuanzang                         | Candidato/a     |        |
| 2016 | Ottavi China TV Drama Awards                             | Attore più popolare                     | The Princess Weiyoung            | Vincitore/trice | [ 54 ] |
| 2017 | Seconda cerimonia China Quality Television Drama         | Attore più notato dai media             | The Princess Weiyoung            | Vincitore/trice |        |
| 2017 | Ventiduesimi Huading Awards                              | Miglior attore (dramma storico)         | The Princess Weiyoung            | Candidato/a     |        |
| 2017 | Secondi Weibo Movie Awards                               | Attore più atteso                       |                                  | Vincitore/trice | [ 19 ] |
| 2018 | Ventiquattresimi Huading Awards                          | Miglior attore (dramma contemporaneo)   | The Way We Were                  | Candidato/a     | [ 55 ] |
| 2019 | Quarta China Quality Television Drama Ceremony           | Influencer dell'anno                    |                                  | Vincitore/trice | [ 56 ] |
| 2019 | Golden Bud – Terzo Network Film And Television Festival  | Miglior attore                          |                                  | Vincitore/trice | [ 57 ] |
| 2019 | Sesta cerimonia Actors of China Award                    | Miglior attore (categoria Zaffiro)      | Behind The Scenes                | Candidato/a     | [ 58 ] |
| 2019 | Golden Bud – Quarto Network Film And Television Festival | Miglior attore                          | Behind The Scenes, Royal Nirvana | Candidato/a     | [ 59 ] |
| 2020 | Settima cerimonia Actors of China Award                  | Miglior attore (categoria Zaffiro)      |                                  | In attesa       | [ 60 ] |